# Museum of Westward Expansion
Le Museum of Westward Expansion est un musée américain situé à Saint-Louis, dans le Missouri. Situé sous la Gateway Arch, ce musée d'histoire est protégé au sein du parc national de Gateway Arch.